# Paula Hek
Paula Hek rođ. Kesler (Paula Heck rođ. Keszler) (Bezdan, 1958 – Subotica, 2014)  jedna od znamenitih subotičkih  i vojvođanskih pozorišnih umetnica 20. veka.

## Biografija
Rođena je u umetničkoj porodici, otac Ferenc i majka Libis Paula. Detinjstvo je provela u Bezdanu. Zvali su je Pipika  i od malena je bila okružena umetnicima.
Godine 1936. upisuje se u Gospin zavod za obrazovanje devojaka u Baji u Mađarskoj. Od desete do dvadesete godine školovala se za učiteljicu kod kaluđerica. Godine 1943. prelazi u školu u Pečuju a u Baju se vraća 1944.godine. Zbog rata nije dobila diplomu i vraća se kući. Godine 1945. upisuje u  Zagrebu Višu likovnu školu. Na putu za Sombor u vozu upuznaje dr Pavla Heka (Pavle Heck) sa kojim sklapa brak (1848). Žive u Somboru.  Zahvaljujući vezama sa poznatim umetnicima sa kojima se porodica Hek družila, pevala je u kulturno-umetničkom društvu u Somboru ali je Somborska filharmonija nije uzela za svoju članicu.
Godine 1952. glumačku karijeru započinje  u Somboru. Prvi nastup ima u Somborskom kulturnom društvu „Šandor Petefi“ u predstavi  Ottoa I. Indig „Čovek ispod mosta“ (amaterska predstava).
Od 1953. radi kao profesionalna glumica u Narodnom pozorištu u Somboru na mađarskom jeziku. Zatvaranjem scene na mađarskom jeziku (1955) Paula Hek prelazi kao primadona u Narodno pozorište u Subotici. Prva uloga na sceni subotičkog teatra bila je Eliza u Šoovom „Pigmalionu“ 1955.
Smatrali su je „prvom i poslednjom primadonom mađarskog pozorišta u Vojvodini“ a između 1950-1980. ostvaruje preko 50 pozorišnih uloga u Narodnom pozorištu u Somboru i Narodnom pozorištu u Subotici.  Igra najveće uloge u poznatim operetama i muzičkim komadima na mađarskom i srpsko(hrvatskom) jeziku. Nastupa i na Radio Novom Sadu u umetničkom programu pevajući poznate operske arije.
Poslednja pozorišna uloga bila je u predstavi „Handabasa“  (režija  1973) u ulozi Katice u Narodnom pozorištu u Subotici. Teatar je napustila 1973.godine. Kasnije nastupa u humanitarne svrhe najviše u domovima za starije osobe. Posvećuje se slikarstvu i piše poeziju.
Nakon penzionisanja i smrti svog supruga živi je u domu za stare u Subotici. 
U javnosti se pojavljuje poslednji put 2011. u predstavi „Živela ljubav”  (režija Sabolča Tolnaija) u pozorištu „Kostolanji Deže” u Subotici na mađarskom jeziku.
Sahranjena je u svom rodnom mestu Bezdanu.

## Priznanja
- Nagrada žirija jugoslovenskih radio stanica,glumačku nagradu za ulogu Eve u drami „Vučjak“ Miroslava Krleže (1958)
- Nagradu žirija Susreta festivala dečijih igara u Skoplju-glumačka nagrada za ulogu Marcija u dečijoj igri „Upomoć kradem“ (1961)
- Oktobarska nagrada grada Subotice za glumačko ostvarenje (1964)
- XIX YU-ME Festival poezije i pesnika „ZLATNI PESNIČKI PRSTEN“ Subotica-Palić,za pesmu „Ljubav majke“(2008)

## Uloge
- Antonia, Kaktusov cvet, režija Virag Mihalj (premijera 1966, Narodno pozorište u Subotici na mađarskom jeziku)
- Madeleinа , Bal u Savoji, režija Veršanji Ida (premijera 1966, Narodno pozorište u Subotici,na mađarskom jeziku)
- Ester, Ptica pevačica, režija Sabo Ištvan (premijera 1971, Narodno pozorište u Subotici, na mađarskom jeziku)
- Antonia, Don Kihot, režija Seregi Laslo (premijera 1972, u Narodnom pozorištu Subotica, na mađarskom jeziku)

## Pozorišne predstave (izbor)
- Narodno pozorište Subotica u periodu  1951-1974, Drama na mađarskom jeziku
- „Ševina pesma“ u režiji Ištvana Varge, premijera 07.07.1956. – uloga Mlada
- Prva muzička burleska izvedena je u januaru 1964. u režiji Bele Garaja. u ulozi  gospođe Čuri
- „Pigmalion“ u režiji Mihalja Viraga, u ulozi Elize
- „Mnogo vike ni oko čega“ Vilijama Šekspir u režiji Virag Mihalj, u ulozi Beatriče
- „Veštice iz Salema“drama Artura Milera u režiji Ištvana Varge u ulozi sluškinje Meri Voren.
- „Krvava svadba“ Lorke, režirao Mihalj Virag. U ulozi španske mlade
- „Otmena kuća“ tragikomedija, u originalu „Moral gospođe Dulske“ Gabrijela Zapolska u režiji Mihalj Virag, u ulozi gospođe Dulske.
- „Leto sedamnaeste lutke“ Rej Loler, u režiji Mihalj Virag, u ulozi Perl.
- „Opera za tri groša“ mjuzikl koji je napisao Bertold Breht, u ulozi Poli
- „Ivan Grozni“ Mihail Bulgakov,režija Mihalj Virag, u ulozi domareve žene
- „Sveračije gnezdo“ je režirao Mihalj Virag, tumači mrzovoljnu staricu.
- „Mišija staza“ Mikloša Đarfaši, u režiji Karolja Sas; u ulozi sedamdesetogodišnje tete Toni.
- „Ženski orkestar“ komedija Žana Anuja, u režiji Imre Kerenji, u ulozi Ermeline.
- „Ironija sudbine“ komedija Emila Braginskog i Eldara Rjazanova u režiji Mihalja Viraga; u ulozi teta Olga.
- „Kaktusov cvet“ franscuska muzička komedija, u režiji Mihalja Viraga; u ulozi Stefani.
- „Baka“ Gergelj Čiki, u režiji Lasla Šeregija; u ulozi grofice Seremi.
- „Kneginja čardaša“ opereta Imrea Kalmana, au režiji Šandor Šanta; naslovna uloga (Silva Verecki).
- „Ljubičica sa Monmartra“, opereta Imrea Kalmana, u režiji Ištvana Varge , u ulozi Ninon.
- „Maja“ opereta Sabolča Fenješa, u režiji Ida Veršenji; u ulozi Madlen.
- „Zemlja smeška“ opereta Ferenca Lehara, u režiji Ida Vernješi, u lozi Lizi.
- „Honolulu“ Feher Klara-Nemes Laszlo, u ulozi
- „Handabasa“ Gorgey Gabor, u ulozi Katica.
- "Golgota“ Miroslva Krleže; u ulozi  Kristian Jelesege.
- „Noćas ću se oženiti“ („Ma ejjel megnosulok“) Emil Braginszkij, u ulozi  Olga neni.
- „Ptica pevačica“ („Enekes madar“) Tamasi Arona; u ulozi Eszter.
- „Don Kihot“ („La Mancha lovagja“) Dale Wasserman-Mitch Leigh; u ulozi  Antonia.
- „Henrik VIII i njegovih šest žena“ („VIII Henrik es hat felesege“) Hermann Gresiecker; u ulozi Kate Parr.
- „Muška vernost“ ( „Ferfihuseg“); u ulozi Anna.
- „Lizistrata“ („Nouralom“)Aristophanes; u ulozi  Lampito.
- „Bal u Savoji“ („Bal a Savoyban“) Alfred Grunwald, Fritz Lohler Beda; u ulozi Madeleine.
- „Osam žena“ („Nyolc no “) Robert Thomas; u ulozi Gaby.
- „Gospodin doktor“ („Doktor ur“) Molnar Ferenca; u ulozi Sarkanyne.
- „Kavijar i socivo“ („Kaviar es Lencse “) Giulio Scarnicci-Renzo Tarabusi; u ulozi  Helene.
- „Sunčane pege“ („Napfoltok“) Rade Pavelkić; u ulozi Anya.

Repertoar uloga u operetama
- Johan Strauss-Haffner-Genee: The Bat (1955), Rosalinda, reditelj: Sandor Santha.
- Imre Abraham Pal-Foldes: Ruža Havaja (1965), Lilian princeza, režija: Sandor Santha.
- Kalman Imre-L. Stein i B. Jenbach: Kraljica kafana (1957), Silvija, reditelj: Sandor Santha.
- Kalman Imre-J. Brammer i A. Grunvald: Ljubičica Monmartra (1958), Ninon, režija: Ištvan Varga
- Fali Leo-J. Brammer i A. Grunvald: Ruža iz Istanbula (1960), Gul Kondzsa, reditelj: Bela Garai
- Abraham Pal-A. Grunvald i F. Lohler: Bal u Savoi (1966), Madlen, režija: Ida Versenji (Budimpešta)
- Imre Fenies Sabolcs-Harmath: Maja (1967), Madlen, režija:Ida Versenji (Budimpešta)

Uloge u kabaretskim predstavama
- Zoltan-Marton Devavari Domonkos-Janos Muhi: Noću na vrhu omni autobusa, 1962.
- Laslo Silađi: Minden 13, 1962
- Ištvan Kvazimodo Braun: Uglavnom ljubav, 1964

## Učešće u Jugoslovenskim pozorišnim igrama
- Prve Jugoslovenske pozorišne igre održane su 14 – 28. april 1956.  godine u čast 150-godišnjice rođenja i 100-godišnjice smrti Jovana Sterije Popovića. Narodno pozorište Subotica, Mađarska drama, Subotica uzelo je učešće sa predstavom Jovana Sterije Popovića „Pokondoirana tikva“ u režiji Ištvan Varga, sa glumačkom postavom: Marija SABO-ČEH (Fema), Roži BOČKOVIĆ (Evica), Ištvan SABO (Mitar), Ana JUHAS (Anča), Laslo PETER (Jovan), Paula HEK (Sara), Laslo SILAĐI (Svetozar Ružičić), Arpad FARAGO (Vasilije).
- Osme Jugoslovenske pozorišne igre održane su 4 – 17. maj 1963. godine. Narodno pozorište Subotica uzelo je učešće sa predstavom Miroslav Krleža „Leda“ reditelja Mihalj Virag sa glumačkom postavom : Laslo PATAKI (Vitez Oliver Urban), Đerđ FEJEŠ (Klanfar), Paula HEK (Melita), Laslo SILAĐI (Aurel), Eva TOT (Klara), Ibi ROMHALJI (Fani), Kato MAJORAŠ (Prva dama), Ilona HUĆKA (Druga dama), Janoš SABO (Gospodin), Ferenc SABO (Čistač ulice), Jožef NAĐ (Prolaznik).

## Literatura
- Sterijino pozorje i zajednica profesionalnih pozorišta Vojvodine (1978), „Almanah pozorišta Vojvodine br.7-8“, Novi Sad
- Pozorišni muzej Vojvodine (2013/2014), „Almanah pozorišta Vojvodine br. 48“; Novi Sad
- Baracius, Zoltan (Barácius, Zoltán) (2002), Néhány boldog óránk: Heck Paula, D. Juhász Zsuzsa és Romhányi Ibi pályaképe, Szabadegyetem, Szabadka.
- Kaič, Katalin (2017), U slavu glumca i scenske igre. Prvih četrdeset godina Mađarske drame Narodnog pozorišta u Subotici, Pozorišni muzej Vojvodine, Novi Sad